# تپه چغامالی
تپه چغامالی در شهرستان نهاوند، بخش مرکزی، دهستان گاماسیاب، ۹۵۰ متری از ضلع شمالی روستای فاماسب واقع شده و این اثر در تاریخ ۲۵ آبان ۱۳۸۷ با شمارهٔ ثبت ۲۳۷۴۵ به‌عنوان یکی از آثار ملی ایران به ثبت رسیده است.